# Баччелли, Гвидо
Гвидо Баччелли (25 ноября 1830, Рим — 11 января 1916, там же) — итальянский медик, педагог, политик, общественный деятель, исследователь малярии и пневмонии, министр.

## Биография
Родился в семье хирурга; учился в Гислиерском колледже Рима. В 1849 году участвовал непродолжительное время в обороне Римской республики от французских войск. Окончил медицинский факультет Папского университета и в 1852 и 1853 годах получил двойную докторскую степень по общей медицине и хирургии.
В 1856 году стал профессором судебной медицины Римского университета и заместителем заведующего её кафедрой, но оставил её через 2 года из-за политических соображений и занялся изучением нормальной и патологической анатомии. Его стараниями в Римском университете была учреждена кафедра патологической анатомии и практической медицины, которую он и возглавил. После присоединения Рима к Итальянскому королевству в 1870 году Баччелли, присягнув в октябре 1871 года на верность Савойской династии, стал ординарным профессором медицинской клиники в Риме и занимал эту кафедру в течение долгого времени.
Одновременно Баччелли с 1862 года на протяжении пятидесяти лет возглавлял медицинскую клинику. Был одним из первых медиков Италии, начавших массово применять стетоскоп. В 1872 году он был назначен главой комиссии по вопросам здравоохранения и занимал эту должность до 1877 года, а затем с 1887 по 1915 год.
С ноября 1874 года он заседал, будучи избран от левой партии, в Палате депутатом от 3-го римского избирательного округа. В 1875 году стал членом городского совета Рима, в котором работал до 1913 года. В период с 1881 по 1900 год (с перерывами) семь раз занимал пост министра народного просвещения в разных правительствах. С 1901 по 1903 год занимал также посты министра сельского хозяйства, промышленности и торговли. Содействовал санитарному благоустройству Италии. Особенно важны были его работы по изучению малярии; его проекты оздоровления Римской Кампаньи обратили на себя внимание парламента; он также являлся автором целого ряда других проектов — от масштабных археологических раскопок до строительства Национальной галереи современного искусства. На посту министра образования Баччелли ввёл обязательное 3-летнее начальное и 2-летнее среднее школьное образование.
Баччелли написал около 60 научных работ.

## Избранная библиография
- «Patologgia del cuore e dell’ aorta» (4 тома, Рим, 1863—1867);
- «Lezioni cliniche sulla malaria — la perniciosita» («Archivio di med. e chir. ed igiene», 1, 2, 3, 1869);
- «Dell’ empiema vero»;
- «Di un nuovo metodo di cura per taluni aneuris mi dell’ aorta»;
- «La malaria di Roma»,
- «De primitivo splenis carcinomate»,
- «Della transmissione dei suoni d’ attraverso i liquidi di differente natura»,
- «Di un nuovo segno per la diagnosi di tumori ovarici»;
- «La suhcontinua tifoidea» (Рим, 1876).